# Treffen am Ossiacher See
Treffen am Ossiacher See ist eine Marktgemeinde mit 4563 Einwohnern (Stand 1. Jänner 2025) im Bezirk Villach-Land in Österreich, im Bundesland Kärnten.

## Geographie

### Geographische Lage
Die Gemeinde liegt am Übergang des Gegendtals zum Villacher Becken mit Anteilen am westlichen Ufer des Ossiacher Sees, etwa 8 km nördlich von Villach. Im Nordosten reicht das Gemeindegebiet bis zur Gerlitzen, im Südwesten bis ins Krastal, zum Hochpirkach und zum Oswaldiberg.

### Gemeindegliederung
Die Gemeinde ist in sieben Katastralgemeinden gegliedert. Diese sind: Buchholz, Ossiachberg, Sattendorf, Töbring, Treffen, Verditz und Winklern.
Das Gemeindegebiet umfasst folgende 25 Ortschaften (in Klammern Einwohnerzahl Stand 1. Jänner 2025):
- Annenheim (743)
- Äußere Einöde (168)
- Buchholz (105)
- Deutschberg (68)
- Eichholz (11)
- Görtschach (101)
- Innere Einöde (27)
- Kanzelhöhe (38)
- Köttwein (374)
- Kras (102)
- Lötschenberg (30)
- Niederdorf (144)
- Oberdorf (36)
- Ossiachberg (26)
- Pölling (21)
- Retzen (12)
- Sattendorf (256)
- Schloss Treffen (38)
- Seespitz (282)
- Stöcklweingarten (374)
- Töbring (343)
- Treffen (846)
- Tschlein (0)
- Verditz (219)
- Winklern (199)

### Nachbargemeinden
| Afritz am See         | Arriach                                     |                                 |
| Fresach               | Kompassrose, die auf Nachbargemeinden zeigt | Steindorf am Ossiacher See (FE) |
| Weißenstein (Drautal) | Villach                                     | Ossiach (FE)                    |

## Geschichte

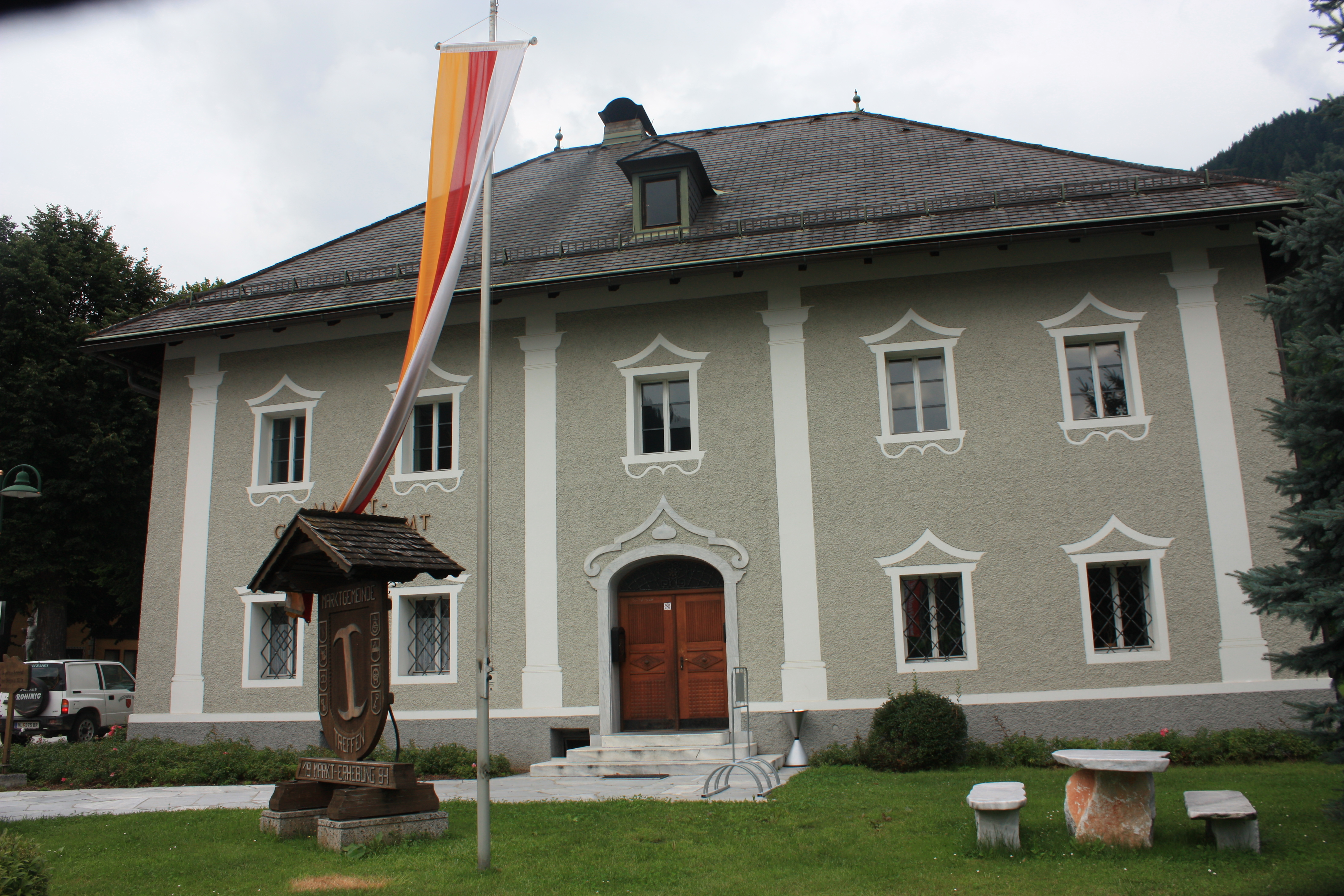
Gemeindeamt

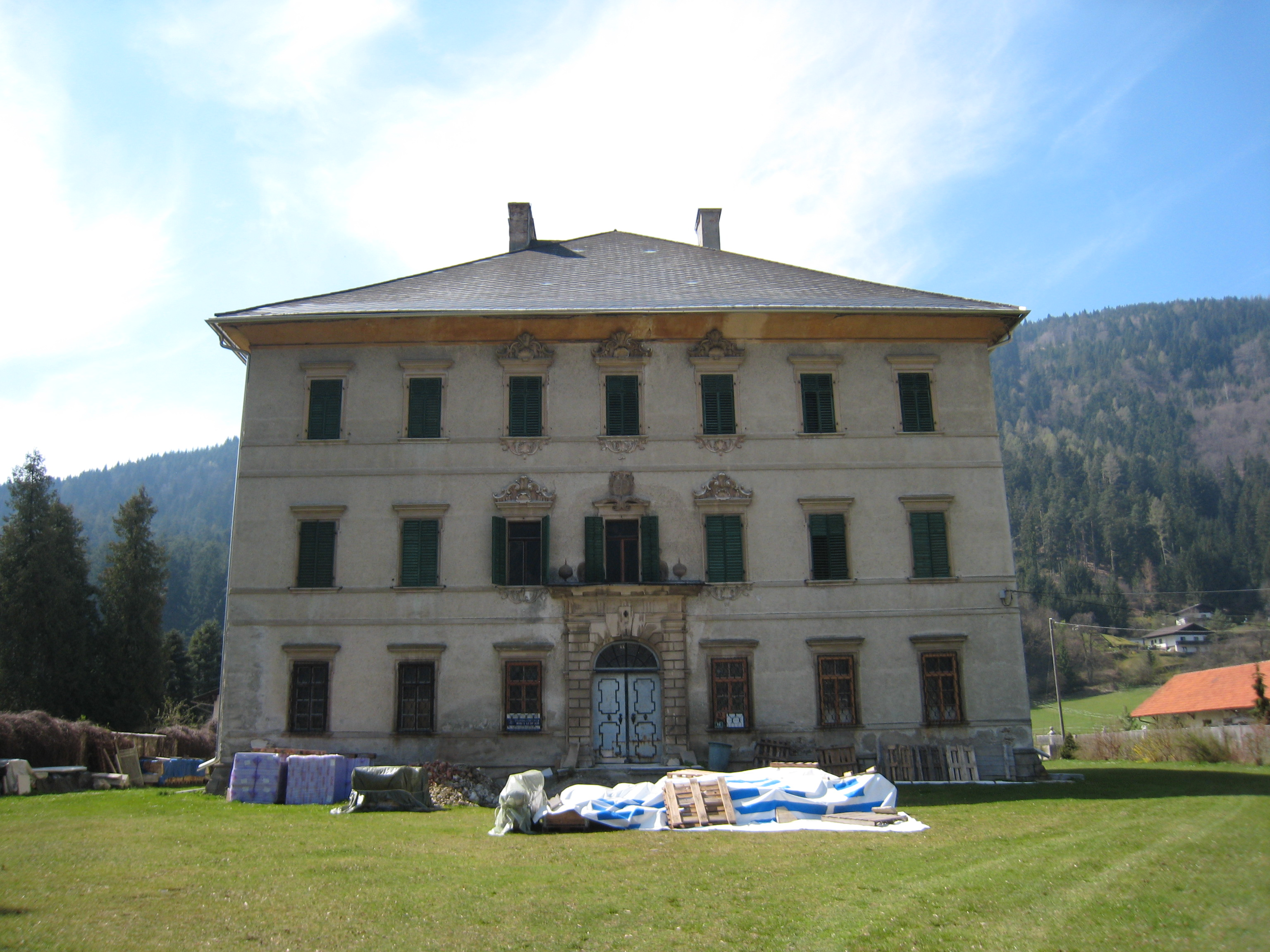
Schloss Treffen

Funde aus dem Jahr 500 v. Chr. weisen auf frühe Besiedlungen bei Görtschach und im Krastal hin. Um 45 n. Chr. und danach wurde das heutige Gemeindegebiet von Treffen durch die Römer besiedelt. Schon damals wurde Krastaler Marmor im Krastal gewonnen, wie Römersteine aus Marmor, die in die Pfarrkirche eingemauert sind, beweisen. Weiters kann angenommen werden, dass sich im Bereich St. Ruprecht am Moos die Straßenstation Santicum befand. Die laut Itinerarium Antonini von Aquileia über den Plöckenpass und durch das Drautal verlaufende römische Militärstraße Via Julia Augusta führte über Santicum und weiter über Feldkirchen, St. Peter am Bichl (Meilenstein) und Karnburg nach Virunum. Die später errichtete Handelsstraße durch das Kanaltal (in der Tabula Peutingeriana erfasst) wird hier mit einem Drauübergang angeschlossen worden sein. Es entstand ein strategisch wichtiger Straßenknoten.
Nach den Römern siedelten sich Slawen an, aus dieser Zeit stammen die slawischen Namen „Trebina“ für Treffen und „Conpolje“ (= Feld) für Pölling.
Treffen wurde 860 erstmals in einer Urkunde erwähnt, mit der der fränkische König Ludwig der Deutsche den Königshof zu Treffen („curtis ad Trebinam“) sowie 70 Huben dem Salzburger Bischof Adalwin schenkte. Man vermutet heute, dass es sich um Besitzungen handelt, die heute in der Nähe von Treffen, jedoch am Gemeindegebiet von Villach liegen (bei der Ortschaft St. Ruprecht am Moos). Im Jahr 876 erwähnte eine Schenkungsurkunde König Karlmanns den Namen Treffen ein weiteres Mal, als er königliches Eigengut an das bayerische Kloster Ötting übertrug (in derselben Urkunde, welche die älteste Originalurkunde Kärntens ist, wird auch das heutige Villach zum ersten Mal als pons Uillah erwähnt). Das Kloster errichtete in Treffen im Jahr 890 die heutige Pfarrkirche St. Maximilian. Über das Bistum Passau gelangte Treffen an das Geschlecht der Eppensteiner. Durch Heirat mit dem Dynastengeschlecht der Grafen von Altshausen-Veringen entstand deren Seitenlinie der Grafen von Treffen. 1163 übertrugen Wolfrad von Treffen, seine Frau Hemma und ihr einziger Sohn Ulrich II. von Treffen (Patriarch von Aquileja) ihren Besitz in Treffen, Tiffen und Gratschach an das Patriarchat von Aquileja.
Das Schloss Treffen am Ausläufer des Oswaldibergs wurde im 16. Jahrhundert vom Adelsgeschlecht der Liechtensteiner errichtet. Nach der Zerstörung durch ein Erdbeben im Jahr 1690 wurde es ein Jahr später wieder aufgebaut.
Die Gemeinde Treffen wurde 1850 gebildet, 1984 wurde sie zur Marktgemeinde erhoben.
Heute ist Treffen ein beliebter Ort vor allem für den Sommertourismus und verzeichnet rund 450.000 Übernachtungen jährlich. Die ab 1925 gebaute und 1928 eröffnete Kanzelbahn ist auch heute noch eine touristische Attraktion der Gemeinde.
Am 29. Juni 2022 kam es im Gebiet um Treffen zu einem Starkregenereignis mit enormen Regenmengen, wodurch es zu massiven Überschwemmungen kam.

### Staatsbürgerschaft, Religion
Nach der Volkszählung 2001 hat die Gemeinde Treffen 4.279 Einwohner, davon sind 95,3 % österreichische und 1,8 % deutsche Staatsbürger.
Zur römisch-katholischen Kirche bekennen sich 51,9 % der Gemeindebevölkerung, zur evangelischen Kirche 37,6 % und zum Islam 0,8 %. Ohne religiöses Bekenntnis sind 6,8 %. Die Gemeinde gehört damit zu denjenigen Gemeinden Kärntens, in denen der evangelische Anteil am höchsten ist.

### Bevölkerungsentwicklung
Die Gemeinde Treffen hatte sowohl von 1991 bis 2001 (–241) als auch von 2001 bis 2011 (–522) eine negative Geburtenbilanz. Der Bevölkerungsstand blieb wegen einer positiven Wanderungsbilanz nahezu konstant.

## Kultur und Sehenswürdigkeiten

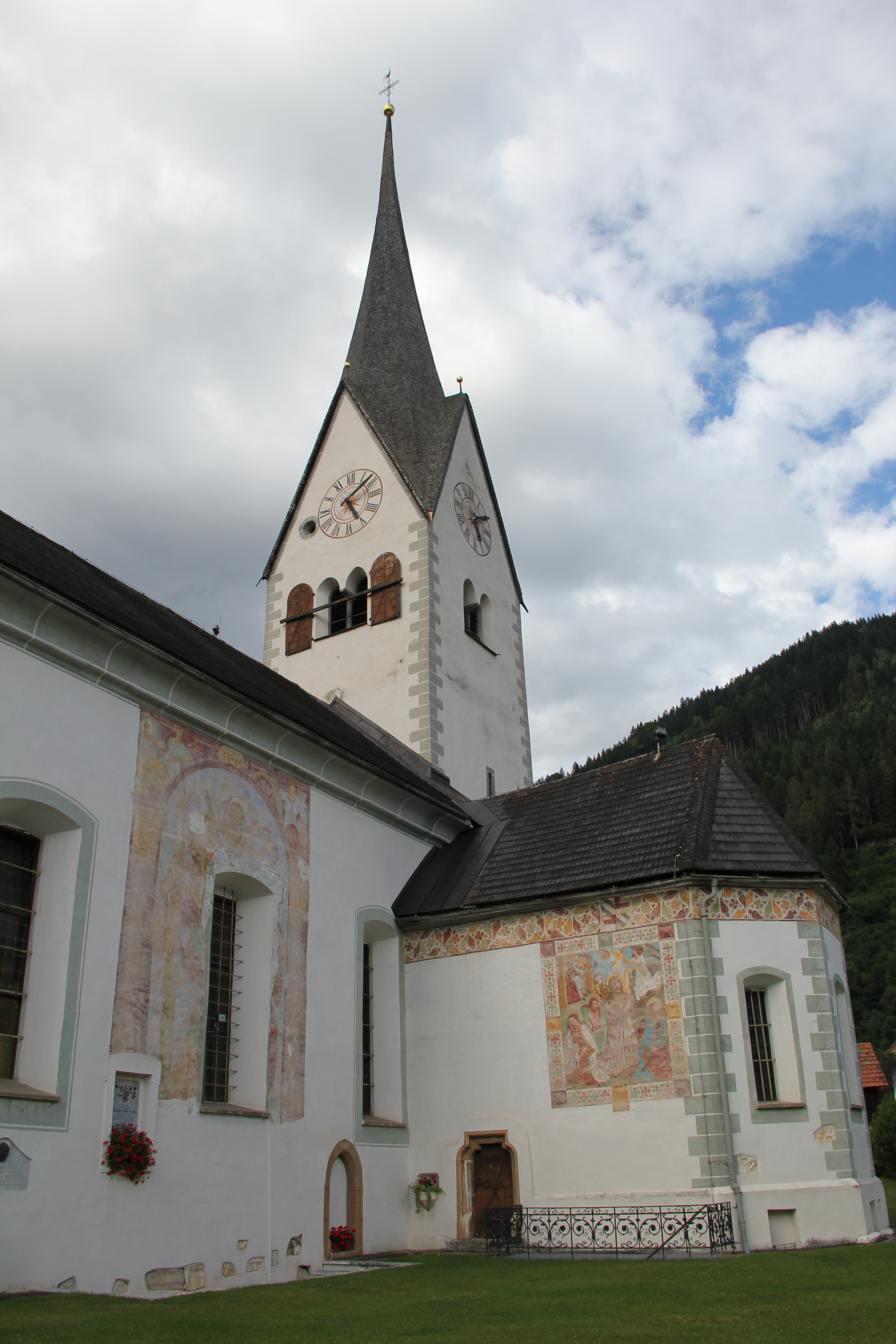
Kath. Pfarrkirche St. Maximilian in Treffen

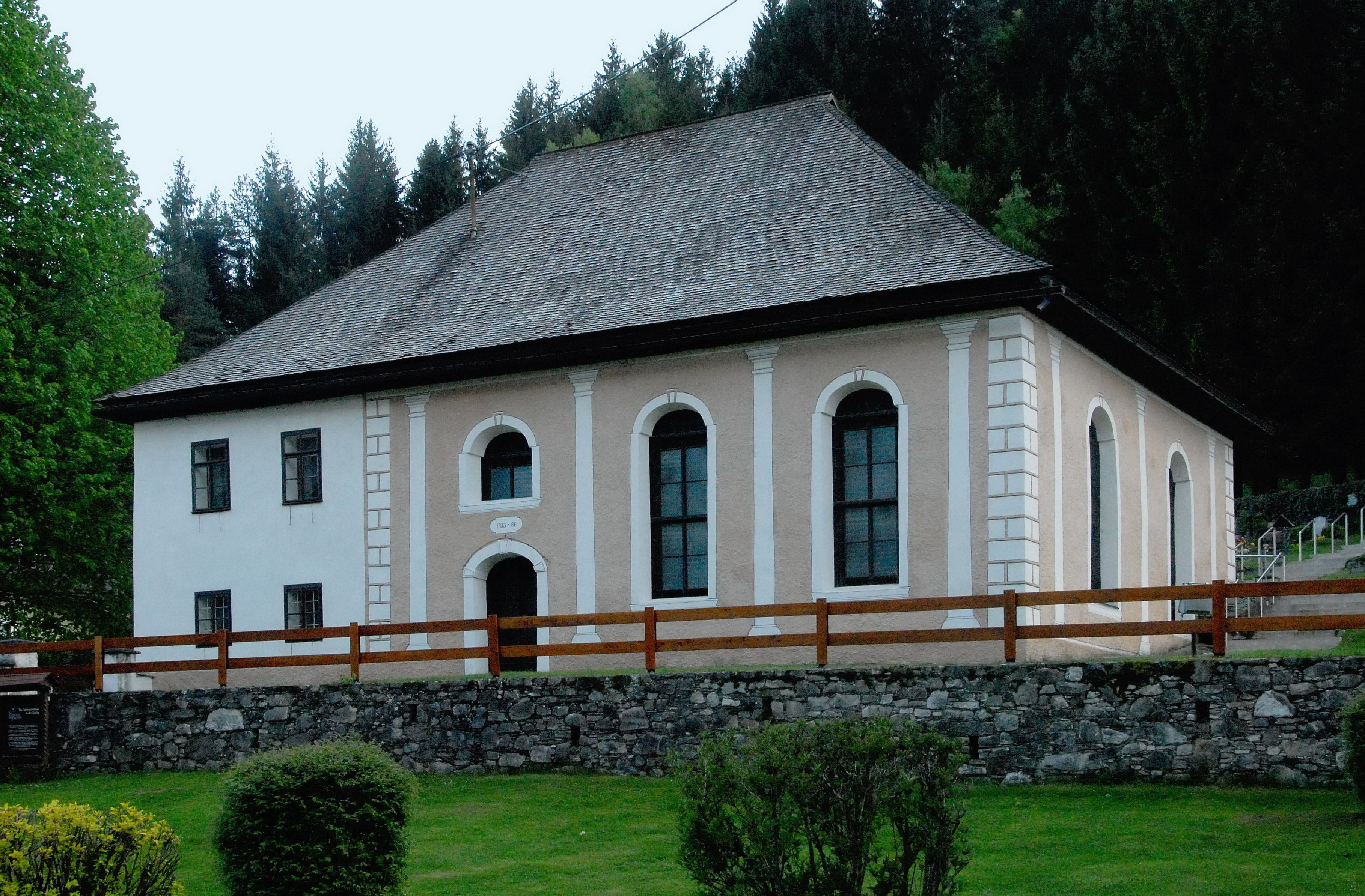
Evangelisches Toleranzbethaus in Einöde

- Schloss Treffen – Renaissance-Schloss aus dem 16. Jahrhundert
- St. Maximilian – katholische Pfarrkirche aus dem späten 9. Jahrhundert
- Protestantisches Toleranzbethaus Einöde
- Elli-Riehl-Puppenwelt – Puppenmuseum mit über 700 Stoffpuppen von Elli Riehl
- Finsterbachfälle in Sattendorf
- Mammutbaum – Der Oberlehrer Ernst Steiner pflanzte im Jahre 1900 mitten im Ortsgebiet von Treffen einen Riesenmammutbaum, der hundert Jahre später an der Basis bereits einen Umfang von 6,60 m aufwies und in Brusthöhe noch 4,55 m hatte.
- Pilzmuseum Treffen

- Die denkmalgeschützte, genietete Stahlprofil-Fachwerkbrücke in Annenheim, die Fußgängern als Überweg über die Bahn diente, wurde wegen Korrosion zuerst für Geher gesperrt und spätestens 2014 als Gefahr für den Zugsverkehr abgetragen und gelagert.[5] „Die Brücke (war) die direkte Verbindung zwischen dem Parkhaus Kanzelbahn Gerlitzen, dem Ort Annenheim und der Seepromenade (sowie dem Bahnhof). Ohne Brücke müssen Fußgänger hunderte Meter Umweg in Kauf nehmen.“[6]

## Wirtschaft und Infrastruktur

### Wirtschaftssektoren
Von den 128 landwirtschaftlichen Betrieben des Jahres 2010 wurden 85 im Nebenerwerb geführt. Diese bewirtschafteten 41 Prozent der Flächen. Im Produktionssektor war etwa die Hälfte der Firmen mit der Herstellung von Waren beschäftigt, 16 waren im Baugewerbe und zwei im Bergbau tätig. Drei Viertel der Erwerbstätigen arbeiteten im Bereich Herstellung von Waren. Im Dienstleistungssektor sind die sozialen und öffentlichen Dienste der größte Arbeitgeber. Hier sind über 500 Arbeitnehmer beschäftigt, 180 arbeiten freiberuflich, 160 sind Handelsangestellte.
| Wirtschaftssektor            | Anzahl Betriebe | Anzahl Betriebe | Anzahl Betriebe | Erwerbstätige | Erwerbstätige | Erwerbstätige |
| Wirtschaftssektor            | 2021            | 2011            | 2001            | 2021          | 2011          | 2001          |
| ---------------------------- | --------------- | --------------- | --------------- | ------------- | ------------- | ------------- |
| Land- und Forstwirtschaft 1) | 52              | 128             | 158             | 68            | 65            | 80            |
| Produktion                   | 54              | 41              | 38              | 464           | 438           | 406           |
| Dienstleistung               | 352             | 277             | 192             | 1416          | 1129          | 872           |

1) Betriebe mit Fläche in den Jahren 2010 und 1999, Arbeitsstätten im Jahr 2021
| Die Anzahl der Übernachtungen pro Jahr stieg von rund 200.000 im Jahr 2010 auf knapp unter 300.000 in den Jahren 2017 bis 2019. Die mit Abstand stärksten Monate sind Juli und August, die geringsten Gästezahlen gibt es im April und im November. Über 20.000 Übernachtungen zählten auch die Monate Januar und Februar in den Jahren 2019 und 2020, 2021 blieben die Wintertouristen aus. - Eisenbahn: Der Bahnhof Sattendorf und der Haltepunkt Annenheim liegen an der Teilstrecke St. Veit/Glan–Villach der Rudolfsbahn. Der Bahnhof Villach liegt etwa 10 Kilometer im Süden. - Straße: Die Millstätter Straße durchquert die Gemeinde von Norden nach Süden und trifft bei Niederdorf auf die Ossiacher Straße B94. An der Gemeindegrenze liegt die Abfahrt Villach/Ossiacher See der Tauern Autobahn A10. | Die zur Anzeige dieser Grafik verwendete Erweiterung wurde dauerhaft deaktiviert. Wir arbeiten aktuell daran, diese und weitere betroffene Grafiken auf ein neues Format umzustellen. (Mehr dazu) |

## Politik

### Gemeinderat
Der Gemeinderat hat 23 Mitglieder.
- Nach der Gemeinderatswahl 2015 setzte er sich wie folgt zusammen: 10 SPÖ, 7 FPÖ, 5 ÖVP und 1 Die Grünen Treffen[14]
- Nach der Gemeinderatswahl 2021 setzt er sich wie folgt zusammen: 12 SPÖ, 6 FPÖ, 4 ÖVP und 1 GRÜNE.[15]

### Bürgermeister
Direkt gewählter Bürgermeister ist seit 7. Jänner 2013 Klaus Glanznig (SPÖ).

### Wappen
Von den ersten Grafen von Treffen, die seit 1125 nachweisbar sind, ist kein Wappen überliefert, daher griff man bei der Verleihung eines Wappens für die Marktgemeinde, welche formell am 22. August 1960 erfolgte, auf das Siegel der Gefolgsleute der Burgherrschaft Treffen zurück, das einen schrägrechtsgestellten Maueranker mit ausgebogenen Enden zeigt, und an einer Urkunde eines Ulrich von Treffen vom 27. April 1269 erhalten ist. Warum die Herren von Treffen einen Maueranker im Wappen führten, ist nicht bekannt.

### Partnerschaft
Eine Partnerschaft besteht seit 1995 mit der Stadt Öhringen in Baden-Württemberg und der Gemeinde Capriva del Friuli. Freundschaftliche Beziehungen bestanden bereits seit 1985 zwischen den Freiwilligen Feuerwehren von Treffen und Öhringen-Cappel.

## Persönlichkeiten

### Ehrenbürger
- 2020: Georg Kerschbaumer (* 1942), Bürgermeister von Treffen 1980–1996[19]
- 2025: Christof Zernatto (* 1949), Politiker (ÖVP), Landeshauptmann von Kärnten 1991–1999[20][21]

### Söhne und Töchter der Gemeinde
- Wolfrad von Treffen († 1181), Begründer des Adelsgeschlechts derer von Treffen
- Ulrich II. von Treffen († 1182), Patriarch von Aquileia 1161–1181
- Georg Mayer (1768–1840), Bischof der Diözese Gurk 1827–1840
- Rudolf Kattnigg (1895–1955), Komponist
- Guido Zernatto (1903–1943), Politiker und Schriftsteller
- Albert Bach (1910–2003), österreichischer General der Infanterie
- Julius Hanak (1933–2019), lutherischer Theologe, Militärsuperintendent
- Christof Zernatto (* 1949), Politiker (ÖVP), Landeshauptmann von Kärnten 1991–1999
- Helmut Mayer  (* 1966), Olympiasieger Riesenslalom 1987

### Mit der Gemeinde verbundene Persönlichkeiten
- Elvine de La Tour (1841–1916), Inhaberin der Herrschaft Treffen, Gründerin der gemeinnützigen evangelischen Stiftung de La Tour (heute Teil der Diakonie de La Tour).
- Elli Riehl (1902–1977), Puppenmacherin, begründete auf ihrem Hof in Winklern das Puppenmuseum
- Hermine Mölzer geb. Golznig († 2007), Kärntner Heimatdichterin, war in Annenheim wohnhaft